# Evania angolensis
Evania angolensis är en stekelart som beskrevs av Benoit 1950. Evania angolensis ingår i släktet Evania, och familjen hungersteklar. Inga underarter finns listade i Catalogue of Life.